# Hippolyte Aucouturier
Hippolyte Aucouturier (La Celle, 17 ottobre 1876 – Parigi, 22 aprile 1944) è stato un ciclista su strada francese.
In carriera ha vinto due volte la Parigi-Roubaix.
Anche suo fratello François Aucouturier è stato un ciclista professionista.

## Carriera
Soprannominato Il Terribile, Aucouturier iniziò a gareggiare come individuale nel 1900, cogliendo un ottavo posto alla Parigi-Roubaix. Dopo un fugace passaggio alla Crescent nel 1901, nel 1903 vinse la Parigi-Roubaix, la Bordeaux-Parigi e due tappe del primo Tour de France, pur essendosi ritirato nella prima tappa (all'epoca coloro che si ritiravano non venivano classificati nella generale, ma potevano continuare a correre per vincere le tappe).
Nel 1904 passò alla Peugeot, rivincendo la Roubaix e classificandosi inizialmente secondo al Tour, ma venne squalificato assieme ad altri corridori per aver beneficiato di aiuti da parte del pubblico. A differenza degli altri, evitò la squalifica e riprese subito a correre. Nella stagione successiva si piazzò secondo al Tour con tre vittorie di tappa e vinse ancora la Bordeaux-Parigi. Dopo tre stagioni con la Alcyon-Dunlop, si ritirò nel 1908.
Morì nel 1944 all'età di 67 anni.

## Palmarès
- 1901

Bruxelles-Roubaix
- 1903

Parigi-Roubaix
Bordeaux-Parigi
2ª tappa Tour de France
3ª tappa Tour de France
- 1904

Parigi-Roubaix
- 1905

Bordeaux-Parigi
2ª tappa Tour de France
4ª tappa Tour de France
8ª tappa Tour de France

## Piazzamenti

### Grandi Giri
- Tour de France

1903: ritirato
1904: squalificato
1905: 2º
1906: ritirato (7ª tappa)
1908: ritirato

### Classiche monumento
- Parigi-Roubaix

1900: 8º
1903: vincitore
1904: vincitore
1905: 4º
1906: 6º